# Donald John Lewis
Donald John Lewis (mais conhecido como D.J. Lewis; 25 de janeiro de 1926 – 25 de fevereiro de 2015) foi um matemático estadunidense, especialista em teoria dos números.
Lewis obteve um PhD em 1950 na Universidade de Michigan, orientado por Richard Brauer, e foi depois fellow da Fundação Nacional da Ciência no Instituto de Estudos Avançados de Princeton (1952–1953).